# Гранд Прери
Гранд Прери (на английски: Grand Prairie, в превод „Голяма прерия“) e град в окръзите Далас, Тарънт и Елис в щата Тексас, САЩ. Гранд Прери е с население от 193 837 жители (по приблизителна оценка от 2017 г.) и площ от 210 кв. км. Намира се на 157 м н.в. в североизточната част на щата в часова зона UTC-6. Пощенските му кодове са в диапазона 75050 – 75054.